# Бартелсхаген 2
Бартелсхаген 2 (њем. Bartelshagen II b. Barth) општина је у њемачкој савезној држави Мекленбург-Западна Померанија. Једно је од 64 општинска средишта округа Нордфорпомерн. Према процјени из 2010. у општини је живјело 439 становника. Посједује регионалну шифру (AGS) 13057008.

## Географски и демографски подаци
Бартелсхаген 2 се налази у савезној држави Мекленбург-Западна Померанија у округу Нордфорпомерн. Општина се налази на надморској висини од 7 метара. Површина општине износи 14,5 km². У самом мјесту је, према процјени из 2010. године, живјело 439 становника. Просјечна густина становништва износи 30 становника/km².